# Disonestà scolastica

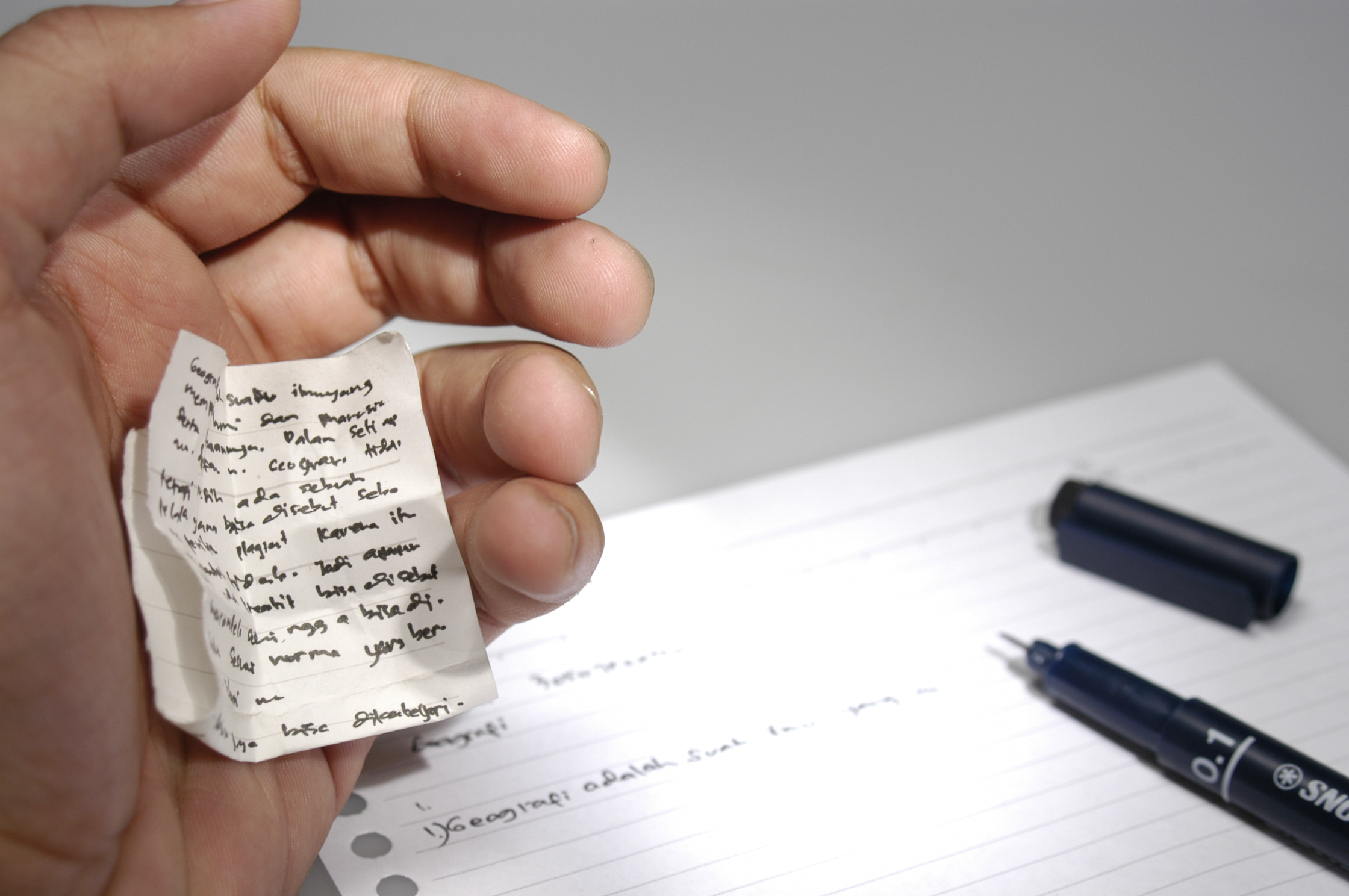
Foglietto di appunti del tipo usato durante una prova d'esame.

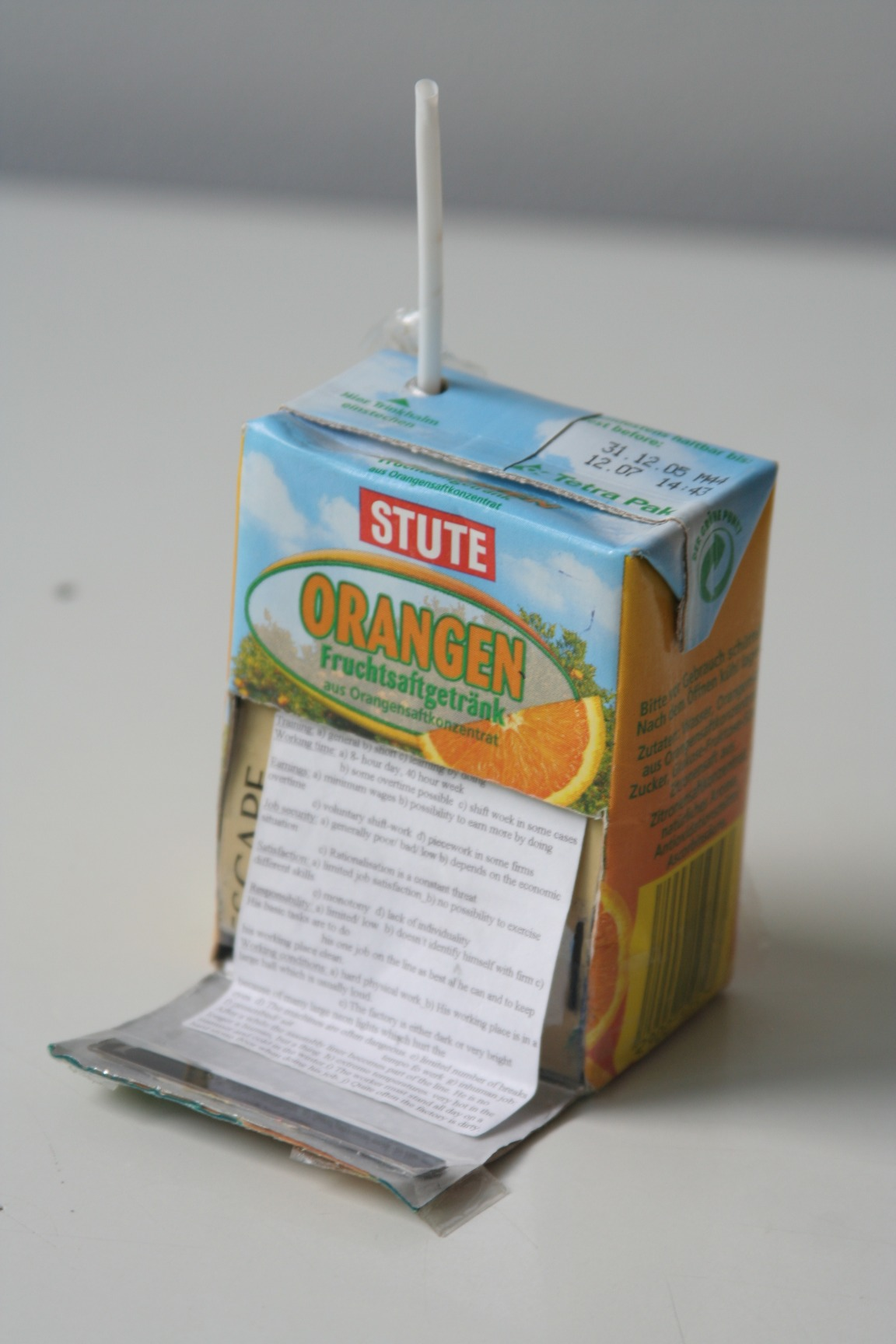
Elaborati e appunti nascosti in un brick tetrapak di succo d'arancia

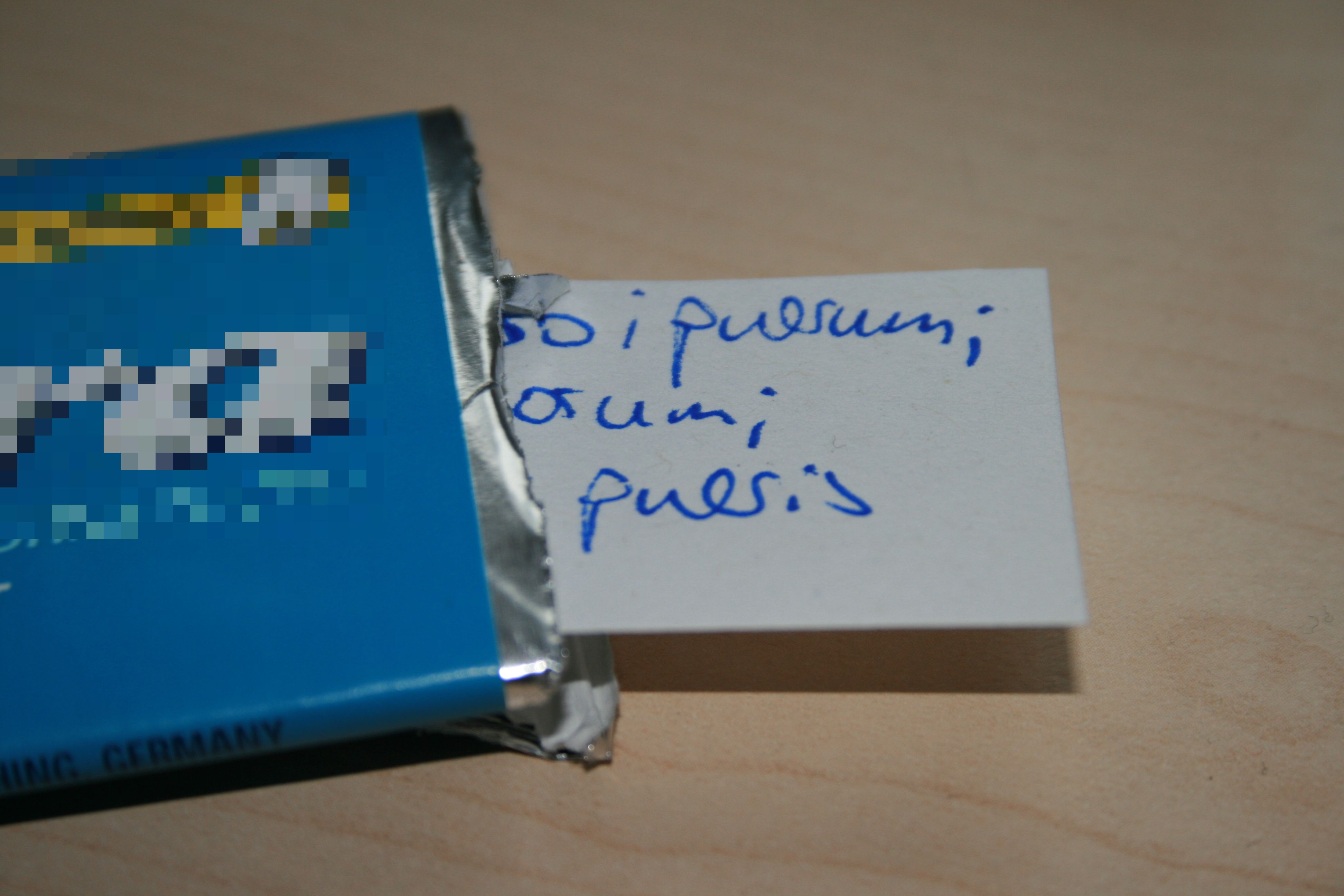
Appunti di latino nascosti in una confezione di gomme da masticare

La disonestà scolastica (o, in un diverso contesto, la disonestà accademica) è una condotta fraudolenta messa in atto da scolari, allievi, e studenti, a vari livelli del percorso di istruzione, soprattutto in occasione di momenti di snodo di particolare importanza, come l'esecuzione di compiti in classe, la partecipazione a prove d'esame e a concorsi, la redazione di elaborati scolastici, tesi di laurea e tesine.
Tra gli effetti di una pratica di diffusa disonestà, vi sono la distorsione delle logiche meritocratiche e la perdita di valore e di prestigio dei titoli scolastici e accademici, con conseguenze di lungo termine anche sull'economia.

## Fenomeno storico e sociale
Condotte fraudolente nell'ambito della scuola e della formazione sono attestate in moltissimi paesi e in svariate età della storia, anche se la percezione dell'illiceità di tali condotte, e della gravità del relativo fenomeno sociale, si manifesta con intensità variabile nelle varie epoche storiche e nelle diverse culture nazionali. Ad esempio, una ricerca universitaria dell'Università di Guelph, nell'Ontario, ha rivelato l'esistenza, in Nordamerica, di pratiche diffuse che coinvolgono, per ammissione degli stessi interessati, circa il 53% degli studenti canadesi e ben il 70% degli studenti statunitensi.
La disonestà scolastica, intesa sia come pratica individuale, sia come fenomeno collettivo, interessa vari gradi del percorso educativo, dall'istruzione elementare fino all'alta formazione universitaria e accademica (diplomi accademici, diplomi di laurea nei vari livelli, dottorati, concorsi pubblici per l'accesso all'insegnamento e al pubblico impiego, ecc.). La disonestà nelle prove d'esame può riguardare anche il superamento di vari tipi di selezioni, come quelle per l'ammissione alla frequenza di corsi d'istruzione, per l'assunzione al lavoro, per l'accesso a funzioni pubbliche e amministrative tramite concorso pubblico, ecc.

### Espedienti
La disonestà scolastica si realizza attraverso l'uso di vari espedienti e stratagemmi, a volte anche con la collaborazione di personale scolastico (bidelli, impiegati amministrativi, gli stessi professori) ed extra-scolastico: ai sistemi "classici", conosciuti e tramandati da generazioni di studenti, si sono aggiunte le possibilità messe a disposizione dalle tecnologie elettroniche, informatiche, e telematiche (come, nel tempo, l'uso di trasmittenti radio, telefoni cellulari, palmari, smartphone, con eventuale accesso alla rete Internet).

### Rimedi
Esistono varie strategie per cercare di contrastare tali condotte, e gli effetti distorsivi sulla valutazione didattica e sulla meritocrazia, come una sorveglianza attenta delle prove cruciali, l'assegnazione di compiti diversi a persone vicine di banco, e altri accorgimenti. Sul piano etico, in alcune situazioni scolastiche si è sperimentata la proposizione di patti d'onore la cui sottoscrizione impegna le parti interagenti delle istituzioni educative, come alunni e professori/docenti, al rispetto dell'etica scolastica e del fair play.

## Situazione nel mondo

### Brasile
In Brasile, degli avvocati hanno riportato che la pratica comune di acquistare dissertazioni e tesi su Internet dovrebbe rientrarne nel campo dell'etica e della morale. Penalmente, il tema è considerato controverso e difficile da caratterizzare e circoscrivere.

### Italia
In Italia, il fenomeno della disonestà scolastica e accademica è molto esteso ed endemico. Nonostante questo, risulta molto attenuata la percezione della gravità del fenomeno e della necessità di interventi nel sistema scolastico.